# Lampris
Lampris (Retzius, 1799) è un genere di pesci ossei marini. Si tratta dell'unico genere della famiglia Lampridae.

## Distribuzione e habitat
La famiglia è cosmopolita; nel mar Mediterraneo è presente, non comune, L. guttatus. Sono pesci epi- e mesopelagici in mare aperto, a profondità fino a qualche centinaio di metri.

## Descrizione
Il corpo è ovaloide, molto compresso ai fianchi. La linea laterale segue un articolato percorso vicino alla testa, prima di proseguire orizzontalmente lungo i fianchi. La pinna dorsale è lunga e robusta, le ventrali allungate, le pettorali lunghe e rivolte verso l'alto. La dorsale presenta i primi raggi allungati, mentre il resto della pinna è sottile e segue il dorso; stesso aspetto ha la pinna anale. La pinna caudale è fortemente forcuta.
La livrea è simile per entrambe le specie: corpo grigio azzurro con dorso più scuro e marezzature chiare, pinne rossastre.
Le dimensioni si attestano oltre i 2 m per L. guttatus e 1,1 m per L. immaculatus. Una specie estinta, di dimensioni gigantesche, è Megalampris keyesi.

## Biologia

### Comportamento
Nuota con movimenti delle pinne pettorali.

### Alimentazione
Questi pesci si nutrono prevalentemente di organismi pelagici come cefalopodi e pesci.

## Pesca
I pesci re sono ricercati in quanto commestibili e saporiti. Capita che vengano pescati fortuitamente insieme ai tonni.

## Specie
- Lampris guttatus
- Lampris immaculatus